# Georg Mohr (Philosoph)
Georg Mohr (* 24. Juni 1956 in Aachen) ist ein deutscher Professor für Philosophie.

## Leben
Von 1976 bis 1982 studierte er Philosophie, evangelische Theologie und Erziehungswissenschaften an der Universität Bonn (1982 Magister Artium in Bonn). Von 1982 bis 1984 absolvierte er ein Promotionsstudium an den Universitäten Genf und Neuenburg NE (1984–1985 Visiting Fellow am Institut für die Wissenschaften vom Menschen). Von 1985 bis 1989 war er Assistent licencié am Séminaire de philosophie (Chaire de philosophie générale Gerhard Seel) der Université de Neuchâtel. Nach der Promotion 1989 in Philosophie zum Docteur ès lettres in Neuchâtel; Thema der Arbeit: Das sinnliche Ich. Innerer Sinn und Bewußtsein bei Kant. Von 1989 bis 1995 war er wissenschaftlicher Assistent am Philosophischen Seminar (Lehrstuhl Ludwig Siep) der Universität Münster. Nach der Habilitation 1994 in Philosophie in Münster mit einem Kommentar zu Kants theoretischer Philosophie; Habilitationsvortrag: Strafrecht ohne Metaphysik? Zur Begründung der Legitimation staatlichen Strafens war er von 1995 bis 1997 Gastprofessor für Philosophie an der Philosophischen Fakultät IV der Humboldt-Universität zu Berlin. Seit Juli 1998 ist er  Universitätsprofessor (C 4) für Philosophie  (Schwerpunkt Praktische Philosophie) an der Universität Bremen.

## Schriften (Auswahl)
- Das sinnliche Ich. Innerer Sinn und Bewußtsein bei Kant. Würzburg 1991, ISBN 3-88479-479-5.
- mit Ludwig Siep (Hg.): Eric Weil – Ethik und politische Philosophie. Berlin 1997, ISBN 3-428-08873-5.
- Kants Grundlegung der kritischen Philosophie. Werkkommentar und Stellenkommentar zur Kritik der reinen Vernunft, zu den Prolegomena und zu den Fortschritten der Metaphysik. Frankfurt am Main 2004, ISBN 3-518-29118-1.
- mit Johann Kreuzer (Hg.): Vom Sinn des Hörens. Beiträge zur Philosophie der Musik. Würzburg 2012, ISBN 3-8260-3502-X.